# 1 Armia (Węgry)

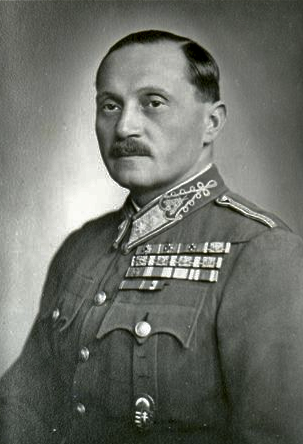
Ostatni dowódca 1 Armii gen. László Dezso

1 Armia – jedna z trzech armii węgierskich z okresu II wojny światowej.

## Utworzenie
1 Armia została utworzona 1 marca 1940, podobnie jak pozostałe dwie armie polowe Węgier. Wszystkie trzy jednostki, brały bezpośredni udział w walkach na froncie wschodnim przeciwko Armii Czerwonej. Jednak, w przeciwieństwie do 3 Armii, która wzięła udział w inwazji na Jugosławię w 1941 oraz 2 Armii, która walczyła w bitwie pod Stalingradem w 1942, węgierska 1 Armia do 1944 przebywała praktycznie wyłącznie na terytorium Węgier.
W marcu 1944 jednostka wchodziła w skład Grupy Armii Północna Ukraina gen. Josefa Harpego, w składzie XI Korpusu SS 1 Armii Pancernej dowodzonej przez gen. Heinriciego. 17 kwietnia, 1944 walczyła pod Nadwórną i Kołomyją. Za kampanię kwietniową dowódca 1 Armii gen. Géza Lakatos otrzymał od Hitlera Rycerski Krzyż Żelazny.
Końcem maja 1944 w północno-wschodniej części Karpat, w dolinie Bystrzycy doszło również do kapitulacji zgrupowania UPA przed 16 Dywizją Piechoty w składzie 1 Armii. W lasach nieopodal wsi Korosztyiv-Guta oddziały węgierskie spotkały się z oddziałami ukraińskimi. W dniu 27 czerwca 1944 generał Ferenc Farkas, dowódca VI Korpusu w składzie 1 Armii podpisał układ z dowódcą grupy UPA-Północ Dmytro Klaczkiwskim i generałem UPA Bohdanem Zubenką.
22 czerwca 1944 w wyniku wielkiej operacji Bagration, nastąpiła likwidacja całego zgrupowania Armii Środek. Adolf Hitler polecił ewakuować dowódcę, gen. Gottharda Heinriciego, drogą lotniczą i powierzając mu dowództwo formacji przygotowujących obronę linii Karpat, nazwanej Grupą Armii Heinrici. Zgrupowanie składało się z 1 Armii Pancernej, 1 Armii węgierskiej, 17 Armii, XI Korpusu Armijny (w rejonie Dukli), XXIV Korpusu Pancernego, wzmocnionego 1 Dywizją Pancerną, 8 Dywizją Piechoty oraz 208 Dywizją Piechoty.

## Operacja wschodniokarpacka
W lipcu 1944 1 Armia węgierska została rozmieszczona w Karpatach w masywie Jawornika, kluczowej pozycji przed Przełęczą Tatarską w Gorganach. Mimo stałego wsparcia z terytorium Węgier nie zdołano utrzymać 150 km frontu, ciągnącego się w Karpatach przed ofensywą radziecką. Sowiecka machina wojenna, przełamując pas węgierskich umocnień zwanych linią Arpada, opanowała Ruś w październiku i pierwszych dniach listopada, 1944. Dokonały tego wojska 4 Frontu Ukraińskiego
1 sierpnia 1944 dowódcą armii zastał gen. Béla Miklós, który wezwał Węgry do zmiany frontu i połączenia się z Armią Czerwoną. 23 sierpnia 1944 skrócono front, a 1 Armię wycofano z terytorium Polski.  Kiedy wybuchło powstanie słowackie, zdecydował się wykorzystać to marszałek  Koniew i siłami dwóch Frontów  próbował przebić się na teren działań powstańców. 8 września 1944 rozpoczął się sowiecki atak mający na celu całkowite  okrążenie i likwidację Grupy Armii Heinrici. Koniew chciał mieć swoją operację Bagration, efektów której bardzo zazdrościł marszałkowi Gieorgijowi Żukowowi.
16 października 1944 dowódca 1 Armii gen. Miklós, został zmuszony do stawienia się w siedzibie generała Gottharda Heinriciego. Ostrzeżony o ewentualnym aresztowaniu, uciekł przez węgierską linię frontu na stronę sowiecką do Leska, w miejscu gdzie znajdował się wówczas radziecki Sztab Generalny. Na żądanie Sowietów, wzywał następnie przez radio do dezercji i przechodzenia na stronę sowiecką.
W operacji wschodniokarpackiej 1 Armia straciła 30 000 ludzi, zabitych rannych i zaginionych. Pozycje, szczególnie na Przełęczy Dukielskiej, utrzymano dzięki dołączeniu dwóch niemieckich dywizji.

## Obrona Budapesztu i koniec wojny
W październiku 1944, gdy Sowieci wkroczyli na Węgry, 1 Armia wraz z oddziałami faszystowskiej milicji wspieranymi przez niemieckie siły cofnęła się do Budapesztu, którego oblężenie rozpoczęło się 29 grudnia 1944. Pomiędzy 1 stycznia a 16 lutego 1945 większość z tego, co pozostało z węgierskiej 1 Armii po kapitulacji Budapesztu, zostało w części zniszczone na północ od stolicy, przez sowiecką 40 Armię.
Pozostałe pododdziały węgierskie walczyły w składzie niemieckiej 1 Armii Pancernej gen. Heinriciego, kierujące się w stronę zachodniej Słowacji. Armia została oficjalnie rozwiązana 8 maja 1945, walcząc do końca wojny, kiedy to ostatni jej dowódca generał broni László Dezső, skapitulował przed Amerykanami.

## Dowódcy armii
- gen. por. Vilmos Nagy (1 marca 1940 – 1 lutego 1941)
- gen. por. István Schweitzer (1 lutego 1941 – 1 sierpnia 1942)
- gen. por. István Náday (1 sierpnia 1942 – 1 kwietnia 1944)
- gen. por. Géza Lakatos (1 kwietnia 1944 – 15 maja 1944)[6]
- gen. por. Károly Beregfy (15 maja 1944 – 1 sierpnia 1944)
- gen. por. Béla Miklós von Dalnoki (1 sierpnia 1944 – 16 października 1944)
- gen. por. László Dezső (16 października 1944 – 8 maja 1945)

## Struktura organizacyjna
Skład 15 czerwca 1944:
- VI Korpus Armijny (węgierski)
- XI Korpus Armijny (węgierski)
- Odwody 1 Armii: 19 Dywizja Zapasowa (węgierska) i 2 Dywizja Pancerna (węgierska)

Skład 31 sierpnia 1944:
- XXXXIX Korpus Górski (niemiecki)
- III Korpus Armijny (węgierski),
- Odwody 1 Armii: 25 DP (węgierska) i 2 DPanc (węgierska)